# Octopussy

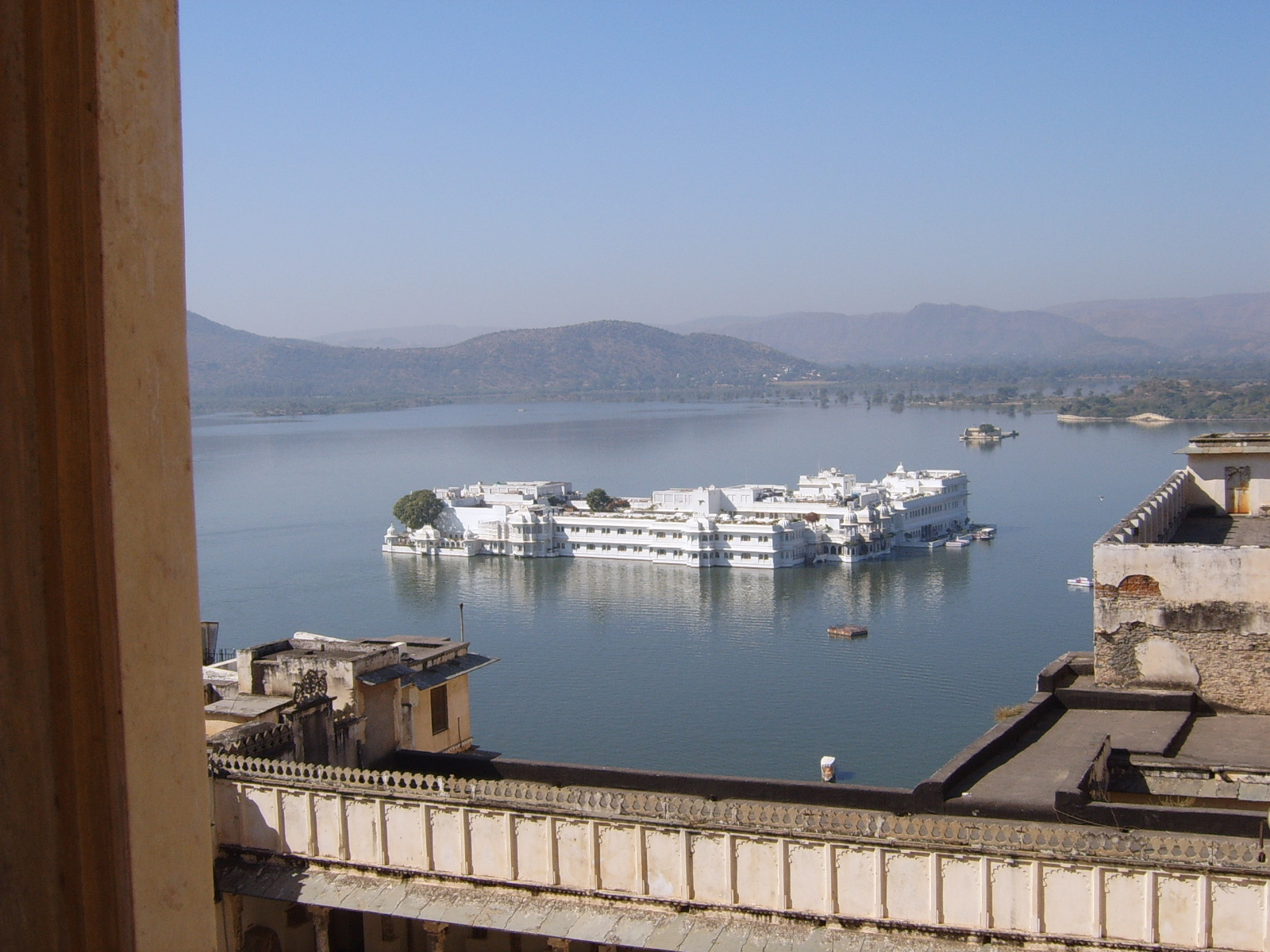
Lake Hotel a Udaipur, escenari de la pel·lícula

Octopussy és una pel·lícula britànica de 1983 de la sèrie James Bond, dirigida per John Glen, protagonitzada per Roger Moore, produïda per EON Productions. El guió de la pel·lícula és d'una novel·la homònima d'Ian Fleming publicada el 1966 en els números de març i abril de Playboy i apareguda igualment el 1966 en un recull pòstum titulat Octopussy & The Living Daylights. Aquesta pel·lícula ha estat doblada al català.

## Argument
Després d'haver destruït un nou prototip d'arma a Cuba, 007 torna a Londres on li confien una nova missió. En resposta a les conclusions de l'expert en obres d'art dels serveis secrets, Bond ha de trobar un falsificador que ha fabricat un fals ou de Fabergé. A Sotheby's, Bond maltracta, a força de licitacions desmesurades, un cert Kamal Khan, que intenta recomprar l'ou de Fabergé. L'acorrala fins a l'Índia i a Alemanya per descobrir el seu contacte rus, el general Orlov, que planifica una invasió soviètica a tot Europa. Després de nombroses peripècies, Bond arriba amb l'ajuda d'Octopussy -el número 1 de la xarxa criminal de la qual Kamal Khan forma part- a desactivar una bomba nuclear a Alemanya de l'est que era el pretext de la invasió que Orlov havia previst.

## Repartiment
- Roger Moore: James Bond
- Maud Adams: Octopussy
- Louis Jourdan: Kamal Khan
- Kristina Wayborn: Magda
- Kabir Bedi: Gobinda
- Steven Berkoff:General Orlov
- Walter Gotell: General Gogol
- Robert Brown: M
- Desmond Llewelyn: Q
- Lois Maxwell: Miss Moneypenny
- Michaela Clavell: Penelope Smallbone
- Vijay Amritraj: Vijay (agent d'enllaç a l'Índia)
- David Meyer & Anthony Meyer: Mischka & Grischka
- Geoffrey Keen: Fredrick Gray (ministre britànic de defensa)

## Llocs de l'acció
- Sotheby's, Londres
- Nova Delhi i Udaipur, Índia
- Base aèria americana, Alemanya

## Llocs de rodatge
- Udaipur, Índia
- Anglaterra
  - bases aèries: RAF Northolt, RAF Upper Heyford i RAF Oakley.
  - Nene Valley Railway, a prop de Peterborough (escena dels trens a Karl-Marx-Stadt) i estudis Pinewood

## Al voltant de la pel·lícula
- És el segon paper de l'actriu Maud Adams (Octopussy) en una pel·lícula de James Bond. Va interpretar el paper d'Andrea Anders a The Man with the Golden Gun.
- L'any de l'estrena, a causa de la pel·lícula Never Say Never Again, rodada per un estudi rival, hi va haver dos Bonds en pantalla: Roger Moore i Sean Connery. Per a Octopussy, l'eslògan era Nobody does him better, per analogia amb el tema musical Nobody does it better  de L'espia que em va estimar.
- Kristina Wayborn, que interpreta Magda, va ser campiona sueca d'atletisme; corria els 100 m en 11,3 s
- Robert Brown coneixia Roger Moore 25 anys abans de fer els seus primers papers de M a Octopussy. Brown interpretava el paper del senyor Garth al costat de Roger Moore a la sèrie de televisió Ivanhoe.
- L'ou de Fabergé de la pel·lícula és veritat. Va ser robat el 1897 i se l'anomena l'Ou de la carrossa de la coronació. Cal destacar que a la pel·lícula és anomenat "Property of a Lady", que és el nom d'un relat d'Ian Fleming, formant part d'una col·lecció titulada Octupussy & The living daylight.
- Licence to Kill, és un dels rars Bond on les dues dones vinculades a la missió de Bond no moren.